# David C. Broderick

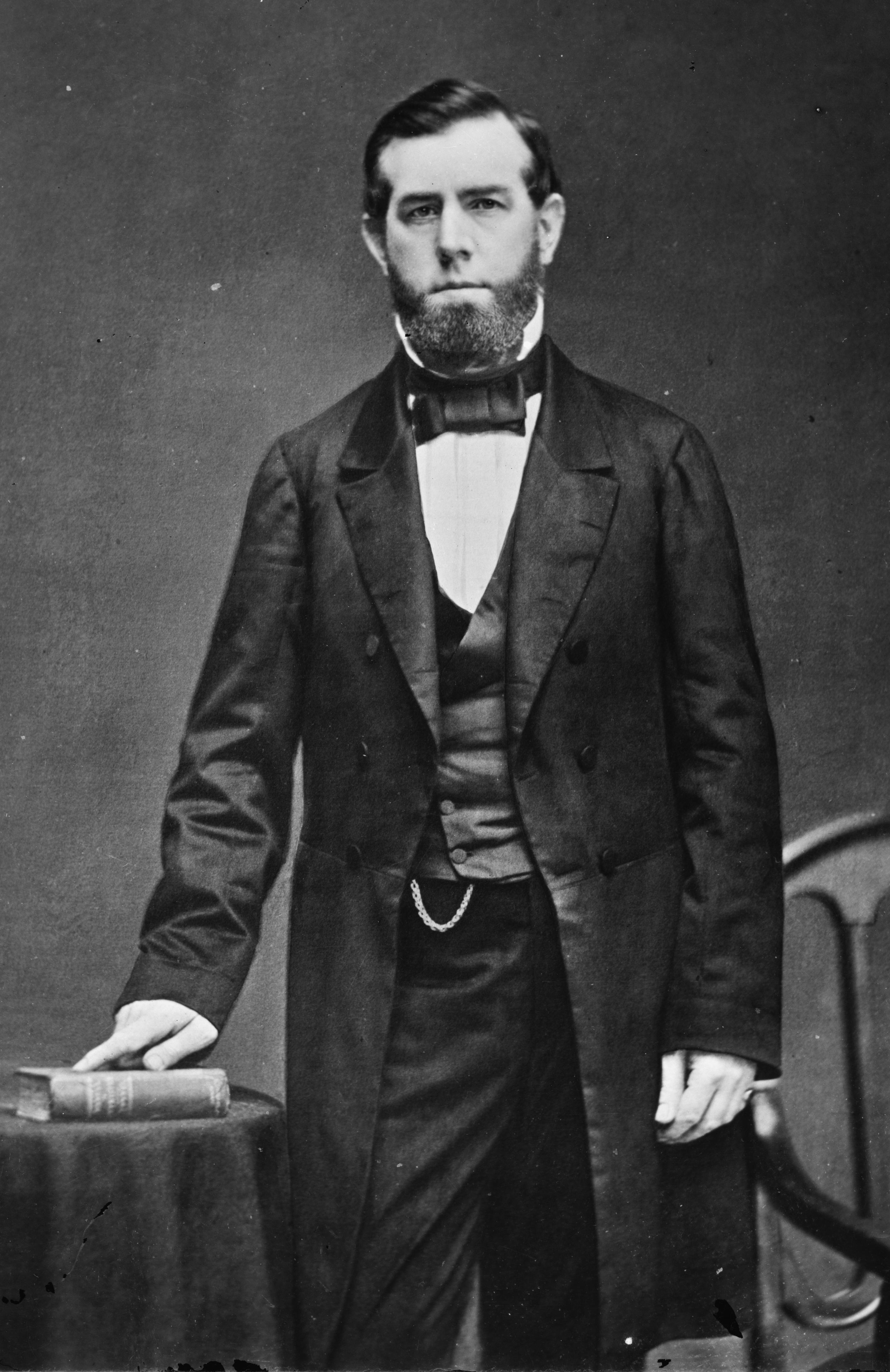
David C. Broderick

David Colbreth Broderick (* 4. Februar 1820 in Washington, D.C.; † 16. September 1859 in San Francisco, Kalifornien) war ein US-amerikanischer Politiker. Er vertrat den Bundesstaat Kalifornien im US-Senat.

## Leben
David Broderick wurde als Sohn eines Steinmetzes in Washington geboren; sein Vater selbst war einer der zahlreichen Bauarbeiter, die an der Errichtung des Kapitols in der Bundeshauptstadt arbeiteten. Als Broderick drei Jahre alt war, zog die Familie 1823 nach New York City, wo der Sohn die Schule besuchte. Als Jugendlicher ging Broderick bei einem Steinmetz in die Lehre, um so den Beruf des Vaters zu ergreifen. Später arbeitete er als Türsteher in einem Saloon. Anders als viele US-Politiker hatte er so keine akademische Laufbahn zu verzeichnen. Im Jahr 1846 kandidierte der 26-Jährige für den Staat New York erfolglos für einen Sitz im US-Kongress; wohl auch wegen seiner einfachen Bildung blieb ihm die Zustimmung der Bevölkerung versagt.

## Politischer Werdegang
Broderick, der Mitglied der Demokratischen Partei war, zog 1849, im Zuge des Goldrausches nach Kalifornien, wo er sich in San Francisco niederließ und mit viel Glück ein kleines Vermögen in Immobilien und Liegenschaften machte. 1850 erhielt er einen Sitz im Senat von Kalifornien; Mitte des 19. Jahrhunderts gehörte er zu den entschiedenen Gegnern der Sklaverei.
Von 1851 bis 1852 amtierte Broderick als Vizegouverneur von Kalifornien, ehe er sich 1856 erfolgreich um einen Sitz im Senat der Vereinigten Staaten bewarb. Broderick schuf sich aufgrund seiner liberalen und humanen Ansichten gegenüber den schwarzafrikanischen Sklaven unter seinen Kollegen auch Oppositionelle; selbst innerhalb seiner Partei machte er sich dadurch Feinde; Vor allem war es der zeitgleich mit Broderick als Senator amtierende William M. Gwin, der einen Pro-Sklaverei-Kurs verfolgte.

## Tod
Broderick vertrat in den Augen seiner Gegner zusehends die politischen Auffassungen der Free Soil Party – ein Umstand, den der Oberste Richter von Kalifornien, David S. Terry, im Herbst 1859 auf dem Parteitag der Demokraten in Sacramento öffentlich anprangerte. Broderick, so Terry, sei kein wahrer Demokrat. Es kam zu einem erbitterten Wortgefecht zwischen den beiden Männern, in dessen Verlauf Broderick Terry beschuldigte, ein unehrenhafter Richter zu sein, und, wie er es selbst bezeichnete, ein miserabler Mistkerl. Terry, der diese Schmach nicht hinnehmen konnte, forderte Broderick zu einem Duell heraus.
Dieses fand am frühen Morgen des 13. September 1859 am Lake Merced, außerhalb von San Francisco, statt. Das Duell sollte zunächst harmlos über die Bühne gehen. Nach dem für Duelle bekannten Countdown zog Broderick die Waffe, die jedoch präpariert war und frühzeitig losging. Die Kugel schlug in den Boden ein. Terry, der seinerseits die Waffe zog, feuerte auf Broderick. Zunächst deutete alles auf eine Fleischwunde in Brodericks Brustkorb hin, die er davongetragen hatte, doch die Wunde war tödlich. Drei Tage später erlag der Senator seinen Verletzungen. Sein Grab befindet sich auf dem Cypress Lawn Memorial Park. David C. Broderick war nie verheiratet und hatte auch keine Kinder.

## Nachspiel
Broderick, der auf dem Laurel Hill Cemetery in San Francisco seine letzte Ruhestätte fand, galt lange Zeit unter den Abolitionisten als Märtyrer. Als der Friedhof 1942 geschlossen wurde, wurden seine sterblichen Überreste exhumiert und zum Cypress Lawn Cemetery nach Colma überführt. Tatsache jedoch war, dass sein Tod einen weiteren Schritt in Richtung des Sezessionskrieges bedeutete.
David Smith Terry, der noch im selben Jahr aufgrund des tödlichen Vorfalls sein Amt aufgeben musste, wurde 30 Jahre später, im August 1889, selbst beim Angriff auf den Richter Stephen Johnson Field von dessen Leibwächter David Neagle durch eine Schusswaffe getötet.